# Alaisiagae
Alaisiagae, var ett par på två segergudinnor i keltisk mytologi och germansk mytologi.   De återfinns på många inskriptioner i nuvarande England.